# 秋元奈穂子
秋元 奈穂子（あきもと なおこ、1980年 - ）は日本の英米法学者。専門は医事法の日米比較。

## 来歴
東京大学法学部第1類（私法コース）在学中にアメリカの医事法のゼミに入っており、このゼミがきっかけとなって英米法を勉強していき、自身が20世紀のアメリカ法の考えに惹きつけられていたことに気づいたという。
東京大学法学部第1類（私法コース）卒業後は法律が社会で使われているところを直接に見て、実務家として使ってみたいとの考えで弁護士となった。

## 略歴
- 1999年3月：桜蔭高等学校卒業[2]。
- 2003年3月：東京大学法学部第1類（私法コース）卒業。
- 2004年3月：東京大学法学部第3類（政治コース）卒業。
- 2006年3月：東京大学大学院法学政治学研究科法曹養成専攻（法科大学院）修了。
- 2008年：ビンガム・坂井・三村・相澤法律事務所入所（〜2015年）。
- 2015年3月：東京大学大学院法学政治学研究科（英米法）博士課程修了。博士（法学）。
- 2020年4月：立教大学大学院法学研究科法学政治学専攻・同大学法学部国際ビジネス法学科准教授。

## 著書・論文
- （（「私人の提起する訴訟の役割（未来志向で学ぶ外国法：アメリカ）」））『法学教室　No.487』（有斐閣、2021年4月）
- 『医薬品の安全性のための法システム』（弘文堂、2016年12月）
- （（「産科医療補償制度に見る日本の医事紛争解決システムの方向性」）岩田太編）『生命倫理と法Ⅱ』（ミネルヴァ書房、2011年3月）
- （（「Wrongful Birth訴訟の法社会学的考察 - 日米比較とアメリカ法からの示唆」）樋口範雄・岩田太編）『生命倫理と法Ⅱ』（弘文堂、2007年12月）